# マックス・ローチ
マックス・ローチ（Max Roach、1924年1月10日 - 2007年8月16日）は、アメリカ合衆国出身のジャズ・ドラマー。ケニー・クラークと並んで、最も早い時期からビバップのスタイルで演奏していたドラマーとして知られる。

## 来歴

### 誕生〜1940年代
アメリカ合衆国ノースカロライナ州ニューランド生まれ。母はゴスペル歌手であった。4歳の時にブルックリンに移り、8歳になると近所のバプティスト教会でピアノを習い始める。そして、10歳の頃にはゴスペル・バンドでドラムを叩いていた。
18歳までには、ミントンズ・プレイハウスやモンローズ・アップタウン・ハウスといったジャズ・クラブで、ビ・バップのさきがけとなったジャム・セッションに参加するようになり、チャーリー・パーカーやディジー・ガレスピーと共演を重ねたり、ケニー・クラークの演奏を聴いて影響を受けたりしていた。
1943年にコールマン・ホーキンスのグループで活動。1945年から1953年にかけては、チャーリー・パーカーの多くの録音に参加した。この時期には、ディジー・ガレスピーやマイルス・デイヴィス等の録音にも参加している。

### 1950年代
1952年、チャールス・ミンガスと共にデビュー・レコードを設立。1953年には、ローチにとって初のリーダー・アルバム『The Max Roach Quartet featuring Hank Mobley』をハンク・モブレーやウォルター・デイヴィス・ジュニア等と共に録音して、デビュー・レコードから発表。
また、1953年5月15日には、トロントのマッセイ・ホールでチャーリー・パーカー、バド・パウエル、ディジー・ガレスピー、チャールス・ミンガスと共演。この時の演奏は、ビ・バップのオールスター・アルバムと言える『ジャズ・アット・マッセイ・ホール』としてレコード化されている。
1954年春、クリフォード・ブラウンと共に双頭クインテットを結成。その結成に先立ち、ローチはブラウンの演奏を確認するためバードランドに足を運び、当時ブラウンが在籍していたアート・ブレイキーのクインテットのライヴを見ていたという。しかし、ブラウンとのクインテットの人気が高まっていた1956年6月、ブラウンとメンバーのリッチー・パウエルが自動車事故で死去してしまう。そのため、ブラウンとの双頭クインテットは短命に終わり、ショックを受けたローチは酒に溺れていた時期もあったという。
1956年から1957年にかけて、ケニー・ドーハムやソニー・ロリンズ等と共に録音されたリーダー・アルバム『ヴァルス・ホット〜ジャズ・イン3/4タイム』は、全曲ともワルツのリズムとなっており、音楽評論家のスコット・ヤナウはallmusic.comにおいて「これらの優れた演奏は、必ずしも4分の4拍子でなくともジャズがスウィングできることを示している」と評している。1957年10月には、後にローチの妻となる歌手アビー・リンカーンのアルバム『ザッツ・ヒム!』に参加した。

### 1960年代

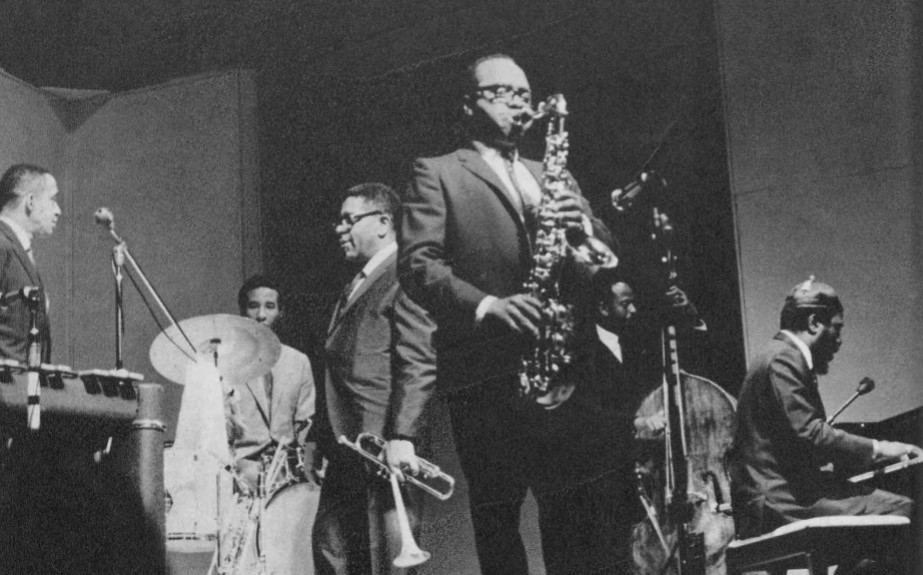
左から、ミルト・ジャクソン、マックス・ローチ、ディジー・ガレスピー、ジェームズ・ムーディ、パーシー・ヒース、セロニアス・モンク。1967年6月30日、ニューポート・ジャズ・フェスティバルにて。

1960年、ローチとチャールス・ミンガスは、ニューポート・ジャズ・フェスティバルにおけるジャズメンの扱いに対して異議を表明するため、同じロードアイランド州ニューポートで、ニューポート・ジャズ・フェスティバルに対抗したジャズ・フェスティバルを開催する。
同じ1960年8月31日から9月6日には、公民権運動に関わっていた詩人／歌手のオスカー・ブラウン・ジュニアの詩を取り上げて、アメリカ白人による人種差別に抵抗したアルバム『ウィ・インシスト』を録音。同作にはアビー・リンカーン、コールマン・ホーキンス、ブッカー・リトル等が参加しており、音楽的には4分の5拍子が多用されている。音楽評論家のMichael G. Nastosは、allmusic.comにおいて『ウィ・インシスト』を「1960年代のアフリカ系アメリカ人の抗議運動において重要な作品であり、そのメッセージや強靭さは、なおも意義を持ち続けている」と評している。この録音に参加したメンバーの多くは、1961年2月にアビー・リンカーンのアルバム『ストレート・アヘッド』の録音に参加した。
1962年9月には、チャールス・ミンガスと共に、デューク・エリントンのアルバム『マネー・ジャングル』の録音に全面参加。音楽評論家のKen Drydenは、allmusic.comにおいて同作を「歴史的なトリオ」「このセンセーショナルなレコーディング・セッションは、すべてのジャズ・ファン必携」と評している。
私生活では、1962年にはアビー・リンカーンと結婚するが、1970年に離婚。

### 1970年代以降
1970年には、メンバー全員がパーカッショニストというユニークな編成のユニット、ン・ブームを結成。1970年代には音楽教育にも力を入れて、1972年にはマサチューセッツ大学の教授となった。1970年代後半には、アンソニー・ブラクストン、アーチー・シェップ、セシル・テイラーといったフリー・ジャズ系の演奏家とも共演を重ねた。1981年のリーダー・アルバム『Chattahoochee Red』は、『ビルボード』誌のジャズ・チャートで24位に達した。
1985年には、自身のカルテットとアップタウン・ストリング・カルテットのダブル・カルテット編成によるアルバム『Easy Winners』を録音した。ローチは、次作『Bright Moments』（1987年）でもアップタウン・ストリング・カルテットと共演している。なお、アップタウン・ストリング・カルテットのヴィオラ奏者は、ローチの娘マキシンである。
2002年、音楽プロデューサーの伊藤八十八の発案により、クラーク・テリーと連名のアルバム『フレンド・シップ』がレコーディングされる。これが、ローチにとって最後のレコーディングとなった。

### 死

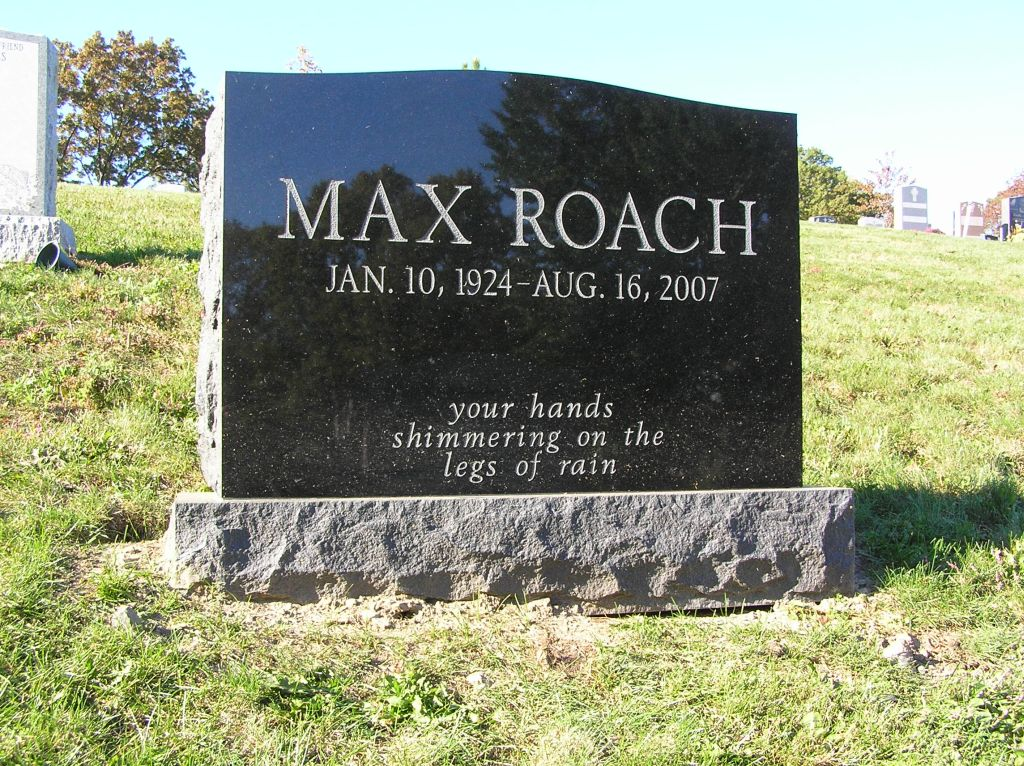
マックス・ローチの墓

2007年8月16日、ニューヨークの病院で、ローチは83歳で死去した。8月24日に行われた追悼集会では、下院議員のチャーリー・ランゲルがビル・クリントン前大統領の弔辞を代わりに読み上げ、セシル・ブリッジウォーター、レジー・ワークマン、カサンドラ・ウィルソン等が追悼演奏をしたのに加え、ソニー・ロリンズやロイ・ヘインズ等も参列した。
ローチは生涯のうちに、娘3人と息子2人に恵まれた。

## 評価
ローチの演奏は、しばしば「歌うようなドラム」と評される。ジャズ・ドラマーのジェフ・テイン・ワッツは、1996年のインタビューにおいて、ローチの演奏を「声そのもの」「ドラミングで歌がうたえたり会話ができたりする」と評しており、ジャズ評論家の粟村政昭は「ドラムでメロディを叩くことのできた最初のドラマー」と評している。1966年のアルバム『限りなきドラム』は、全6曲のうち3曲がローチのドラム演奏のみという内容だが、音楽評論家のスコット・ヤナウは、allmusic.comにおいてそれら3曲を「メロディックで論理的に構築された即興演奏の才能によって、なおも聴き手の関心を惹きつける」と評している。

## その他
- ランベス・ロンドン特別区には、ローチにちなんで名づけられた公園「マックス・ローチ・パーク」がある[18]。
- 蔵原惟繕監督の日活映画『黒い太陽』 (1964年4月封切り)に、マックス・ローチ・カルテット (ドラムス＝マックス・ローチ、サックス＝クリフォード・ジョーダン、ピアノ＝ロニー・マシューズ、ベース＝エディー・カーン、歌はアビー・リンカーン)で出演している。

## ディスコグラフィ

### リーダー・アルバム
1950年代
- The Max Roach Quartet featuring Hank Mobley (1953年、Debut)
- 『マックス・ローチ・プラス・フォー』 - Max Roach + 4 (1956年、EmArcy)
- 『ヴァルス・ホット〜ジャズ・イン3/4タイム』 - Jazz in 3/4 Time (1957年、EmArcy)
- 『プレイズ・チャーリー・パーカー』 - The Max Roach 4 Plays Charlie Parker (1958年、EmArcy)
- 『マックス』 - MAX (1958年、Argo)
- 『オン・ザ・シカゴ・シーン』 - Max Roach + 4 on the Chicago Scene (1958年、Mercury)
- Max Roach + 4 at Newport (1958年、EmArcy)
- Max Roach with the Boston Percussion Ensemble (1958年、EmArcy)
- 『ディーズ、ノット・ワーズ』 - Deeds (1958年、Riverside)
- 『アワード・ウイニング・ドラマー』 - Award-Winning Drummer (1959年、Time) ※1958年録音
- 『メニー・サイズ・オブ・マックス』 - The Many Sides of Max (1964年、Mercury) ※1959年1月録音
- Moon Faced and Starry Eyed (1959年、Mercury) ※1959年10月録音

1960年代
- 『クワイエット・アズ・イッツ・ケプト』 - Quiet as It's Kept (1960年、Mercury) ※1959年7月録音
- Parisian Sketches (1960年、Mercury) ※1960年3月録音
- 『ウィ・インシスト』 - We Insist! - Freedom Now (1960年、Candid) ※1960年8月、9月録音
- 『パーカッション・ビター・スウィート』 - Percussion Bitter Sweet (1961年、Impulse!) ※1961年8月録音
- 『イッツ・タイム』 - It's Time (1962年、Impulse!) ※1962年2月録音
- Speak (1963年、Fantasy) ※1962年10月録音
- 『マックス・ローチ・トリオ・フィーチャリング・ハサーン』 - The Max Roach Trio Featuring the Legendary Hasaan (1965年、Atlantic) ※1964年12月録音
- 『限りなきドラム』 - Drums Unlimited (1966年、Atlantic) ※1965年、1966年録音
- Members (1966年、Atlantic) ※1968年6月録音

1970年代
- 『ブラック・レクイエム』 - Lift Every Voice and Sing (1971年、Atlantic) ※1971年4月録音
- Force: Sweet Mao–Suid Afrika '76 (1976年)
- Nommo (1976年)
- 『ライヴ・イン・ジャパン』 - Max Roach Quartet Live in Tokyo (1977年)
- The Loudstar (1977年)
- Max Roach Quartet Live In Amsterdam – It's Time (1977年)
- Solos (1977年)
- Streams of Consciousness (1977年)
- Confirmation (1978年)
- Birth and Rebirth (1979年、Columbia) ※1979年7月録音
- The Long March (1979年、Hathut) ※1979年8月録音
- One in Two – Two in One (1979年、Hathut) ※1979年8月録音
- Pictures in a Flame (1979年、Soul Note) ※1979年9月録音

1980年代
- Chattahoochee Red (1981年)
- Swish (1982年)
- 『イン・ザ・ライト』 - In the Light (1983年、Soul Note) ※1982年7月録音
- Live at Vielharmonie (1983年、Soul Note) ※1983年11月録音、マックス・ローチ・ダブル・カルテット名義
- Long as You're Living (1984年、enja) ※1960年2月録音
- Scott Free (1984年、Soul Note) ※1984年5月録音
- It's Christmas Again (1984年、Soul Note) ※1984年6月録音
- Survivors (1984年、Soul Note) ※1984年10月録音
- Jazzbuhne Berlin '84 (1984年)
- Easy Winners (1985年、Soul Note) ※1985年1月録音
- Bright Moments (1986年、Soul Note) ※1986年10月録音

1990年代
- Homage to Charlie Parker (1990年、A&M) ※1989年録音
- To the Max! (1992年、Enja) ※1990年、1991年録音
- 『フェスティヴァル・ジャーニー』 - Max Roach With The New Orchestra Of Boston And The So What Brass Quintet (1996年、Blue Note) ※1993年12月、1995年10月録音
- Beijing Trio (1999年、Asian Improv)

### ン・ブーム
- 『リ・パーカッション』 - Re: Percussion（1973年8月録音）(1973年、Strata-East)
- 『撃攘』 - Re: Percussion (1977年、Baystate)
- 『ウン・ブーム』 - M'Boom (1979年、Columbia)
- Collage (1984年)
- To the Max! (1991年、Enja) ※マックス・ローチ名義。3曲がン・ブームの演奏
- Live at S.O.B.'s New York (1992年)

### クリフォード・ブラウンとの共同アルバム
- ブラウン・ローチ・インコーポレイテッド : Brown And Roach Incorporated (1954年)
- マックス・ローチ＝クリフォード・ブラウン・イン・コンサート : Max Roach and Clifford Brown in Concert (1954年)
- クリフォード・ブラウン＝マックス・ローチ : Clifford Brown and Max Roach (1955年)
- スタディ・イン・ブラウン : Study in Brown (1955年)
- モア・スタディ・イン・ブラウン : More Study in Brown (1955年)
- アット・ベイズン・ストリート : Clifford Brown and Max Roach at Basin Street (1956年)

### その他
- 『リッチVSローチ／2大ドラマーの対決』 - Rich Versus Roach (1959年、Mercury) ※バディ・リッチとの連名
- 『サウンズ・アズ・ア・ローチ』 - Sounds as Roach (1969年) ※アビー・リンカーンとの連名
- Force: Sweet Mao-Suid Afrika '76 (1976年) ※アーチー・シェップとの連名
- Streams of Consciousness (1977年) ※アブドゥラ・イブラヒムとの連名
- Birth and Rebirth (1978年) ※アンソニー・ブラクストンとの連名
- 『ザ・ロング・マーチ・パート1・2』 - The Long March (1979年) ※アーチー・シェップとの連名
- 『ワン・イン・トゥー・トゥー・イン・ワン』 - One in Two, Two in One (1979年) ※アンソニー・ブラクストンとの連名
- Historic Concerts (1979年) ※セシル・テイラーとの連名
- Swish (1982年) ※コニー・クロザース（英語版）との連名
- Max + Dizzy: Paris 1989 (1990年、A&M) ※ディジー・ガレスピーとの連名
- 『フレンドシップ』 - Friendship (2002年) ※クラーク・テリーとの連名

### 参加アルバム
ジョージ・ウォーリントン
- 『ザ・ジョージ・ウォーリントン・トリオ&セプテット』 - The George Wallington Trip and Septet (1951年)

デューク・エリントン
- 『マネー・ジャングル』 - Money Jungle (1962年)

ソニー・クラーク
- 『ソニー・クラーク・トリオ』 - Sonny Clark Trio (1960年)

ジョニー・グリフィン
- 『イントロデューシング・ジョニー・グリフィン』 - Introducing Johnny Griffin (1956年)

ベニー・ゴルソン
- 『ザ・モダン・タッチ』 - The Modern Touch (1958年)

サド・ジョーンズ
- 『ザ・マグニフィセント・サド・ジョーンズ』 - The Magnificent Thad Jones (1956年)

ヘイゼル・スコット
- 『リラックス・ピアノ・ムーズ』 - Relaxed Piano Moods (1955年)

ソニー・スティット
- 『スティット、パウエル&J.J.』 - Sonny Stitt/Bud Powell/J. J. Johnson (1949年、1950年)

トミー・タレンタイン
- 『トミー・タレンタイン〜マックス・ローチ・セクステット』 - Tommy Turrentine (1960年)

マイルス・デイヴィス
- 『クールの誕生』 - Birth of the Cool (1949年)
- 『コンセプション』 - Conception (1951年)

ケニー・ドーハム
- 『ジャズ・コントラスツ』 - Jazz Contrasts (1957年)

ハービー・ニコルス
- 『ハービー・ニコルス・トリオ』 - Herbie Nichols Trio (1956年)

バド・パウエル
- 『ジャズ・ジャイアント』 - Jazz Giant (1950年)
- 『ジ・アメイジング・バド・パウエル Vol.1』 - The Amazing Bud Powell (1951年)

チャーリー・パーカー
- 『52丁目のチャーリー・パーカー』 - Bird on 52nd Street (1948年)
- 『ジャズ・アット・マッセイ・ホール』 - Jazz at Massey Hall (1953年)
- 『ナウズ・ザ・タイム』 - Now's the Time (1953年)

その他、コンピレーション・アルバム多数。
クリフォード・ブラウン
- 『クリフォード・ブラウン・ウィズ・ストリングス』 -  Clifford Brown with Strings (1955年)

チャールズ・ミンガス
- 『チャールス・ミンガス・クインテット+マックス・ローチ』 - The Charles Mingus Quintet + Max Roach (1955年)

セロニアス・モンク
- 『ブリリアント・コーナーズ』 - Brilliant Corners (1957年)

ブッカー・リトル
- 『ブッカー・リトル4&マックス・ローチ』 - Booker Little 4 & Max Roach (1958年)
- 『アウト・フロント』 - Out Front (1961年)

アビー・リンカーン
- 『ザッツ・ヒム!』 - That's Him! (1957年)
- 『アビー・イズ・ブルー』 - Abbey Is Blue (1959年)
- 『ストレート・アヘッド』 - Straight Ahead (1961年)

ソニー・ロリンズ
- 『ワークタイム』 - Work Time (1955年)
- 『ソニー・ロリンズ・プラス・フォー』 - Sonny Rollins Plus 4 (1956年)
- 『ツアー・デ・フォース』 - Tour de Force (1956年)
- 『ロリンズ・プレイズ・フォー・バード』 - Rollins Plays For Bird (1956年)
- 『サキソフォン・コロッサス』 - Saxophone Colossus (1956年)
- 『フリーダム・スイート』 - Freedom Suite (1958年)

ダイナ・ワシントン
- 『ダイナ・ジャムズ』 - Dinah Jams (1954年)